# Concubinat
Concubinat és l'estat d'una dona que es troba en una relació de tipus matrimonial amb un home amb qui no s'hi pot casar, sovint per la diferència d'estatus social. Durant l'edat mitjana era freqüent que els reis mantinguessin relacions amb dames de la noblesa, algunes d'elles cortesanes. Relacions amoroses que podien donar-se en paral·lel al matrimoni, o que naixien quan el matrimoni es trencava afectivament, o legal. Entre els monarques catalano-aragonesos, com entre els d'altres territoris, la presència de concubines o amistançades és un fet conegut. D'algunes de les concubines, anomenades a Catalunya amistançades, s'han conservat notícies disperses.

## Concubinatge
Una concubina és una dona que manté una relació matrimonial amb un home amb qui no es pot casar per algun motiu específic. Els dos motius principals són que ella sigui de classe social inferior a la de l'home o que l'home ja sigui casat. Normalment, només tenen concubines els homes d'un alt estatus econòmic o social. Molts governants històrics van tenir mullers i concubines. Es pot diferenciar entre el matrimoni amb diverses dones del concubinatge segons si existeix jerarquia entre la primera dona i la resta o si hi ha diferències legals i de costums en el tracte.
Històricament, el concubinatge -per part de la dona o de la seva família- solia ser voluntari, ja que això proporcionava seguretat econòmica a la dona.
El concubinat pot estar regulat legalment o no. A la Roma antiga, per exemple, no tenia estatus legal, però en l'Imperi hom va arribar a tolerar el concubinat, sempre que la relació fos duradora i exclusiva, En canvi, a l'antiga Xina, el concubinatge era regulat per la llei i era similar, tot i que inferior en drets, al matrimoni. Per contra, la legislació tradicional occidental no accepta l'estatus legal de les concubines i només admet els matrimonis monògams. Qualsevol altra relació no gaudeix de protecció legal, fent que la dona sigui una simple amant.

## Concubins

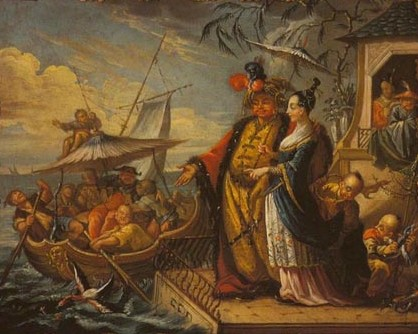
Una pintura europea d'un Emperador de la Xina amb les seves concubines examinant la seva flota pesquera de fantasia

A l'antiga Roma, hom aplicava aquesta denominació al noi que el seu mestre triava com a amant. A la literatura d'aquella època sovint es fan referències iròniques als concubins. Gai Valeri Catul, en el poema de casament 61.126, fa al·lusió a un concubí que es considera a si mateix superior a la resta dels esclaus que té el seu jove "senyor".

## A la Bíblia
Entre els israelites, era comú que els homes reconeguessin les seves concubines i aquestes dones gaudien dels mateixos drets a la casa que les mullers legítimes. A la Bíblia, la diferència principal entre una muller i una concubina era que les mullers tenien dot, i les concubines no.
La concubina comptava amb el mateix respecte i inviolabilitat que la muller i es considerava un greu deshonor, per a l'home a qui ella pertanyia, si algú li posava les mans al damunt; a David se'l representa com si hagués estat molt deshonrat quan les seves concubines van tenir una relació sexual amb el seu fill Absalom.
Com que es considerava que tenir molts fills era la més preuada benedicció i la maledicció més gran era de no tenir-ne, les mullers legítimes sovint cedien les seves serventes als seus marits per expiar, si més no en part, llur esterilitat, com en els casos de Sara amb Hagar, Lea amb Zilpah, Raquel amb Bilhà. Els fills de la concubina tenien els mateixos drets que els de la muller legítima; per exemple, el rei Abimèlec era fill de Gedeó i la seva concubina, circumstància enterbolida pel fet que Abimelech havia mort prèviament 69 dels seus 70 germans (només Jotham se'n salvà) abans de començar el seu regnat.
Més endavant, figures bíbliques com ara Gideó, David, i Salomó van tenir concubines a més de moltes mullers fèrtils. Per exemple, el Llibre Primer dels Reis afirma que Salomó tenia 700 mullers i 300 concubines.

## En el judaisme
En el judaisme, s'anomena les concubines amb el terme hebreu pilegesh, relacionat etimològicament amb l'expressió aramea palga isha, que significa mitja-esposa. Més endavant va aparèixer un terme emparentat amb el grec, el manlleu pallax/pallakis.
Segons el Talmud de Babilònia, la diferència entre una concubina i una muller completa era que només a aquesta darrera s'atorgava un contracte matrimonial (en hebreu: ketubah) i el seu matrimoni (nissu'in) anava precedit d'un compromís formal (erusin). Tanmateix, una opinió del Talmud de Jerusalem defensa que les concubines també haurien de rebre un contracte matrimonial, però sense incloure-hi una clàusula que especifiqui un acord de divorci.
Alguns pensadors jueus, com ara Maimònides, opinen que les concubines estan estrictament reservades als reis i que, per tant, els plebeus no en poden tenir. De fet, aquests pensadors defensen que els plebeus no poden mantenir cap mena de relació sexual fora del matrimoni. Poc abans que Maimònides arribés a aquest punt de vista, els musulmans sunnites van prohibir oficialment les relacions mutah, que són similars a les de concubinatge; per tant, alguns suggereixen que la visió de Maimònides va ser en resposta a això, de forma similar al fet que Gershom ben Judah prohibís la poligàmia només després que la prohibissin els cristians.
Maimònides no va ser el primer filòsof jueu que va criticar el concubinatge; per exemple, es condemna severament al Levític Rabbah. Altres pensadors jueus, com ara Nahmanides, Samuel ben Uri Shraga Phoebus i Jacob Emden, s'oposen fermament a la idea de prohibir les concubines.
En la llengua hebrea de l'Estat d'Israel contemporani, la paraula pilegesh sovint s'usa com un sinònim de la paraula amant, és a dir, la parella femenina d'una relació extraconjugal, especialment quan aquesta relació no té reconeixement legal. Hi ha intents de popularitzar el mot pilegesh com una forma de relació premarital, no-marital i extramarital que (des del seu punt de vista) estarien permeses per la llei religiosa jueva.

## La Concubina alCarnaval
És un dels personatges essencials de la festa del Carnaval. Per exemple, a la ciutat de Tarragona té un notable pes durant l'entrada a la ciutat, les rues i l'enterrament, amb el testament que edita la Societat la Primitiva Terpsícore.